# You Know I'm No Good
„You Know I'm No Good“ је песма енглеске кантауторке Ејми Вајнхаус. Издата је 5. јануара 2007. године, као други сингл са албума „Back to Black“.